# Last Night on Earth (U2)
Last Night on Earth  è una canzone del gruppo degli U2 estratta come terzo singolo dall'album Pop del 1997. Nel singolo è presente una cover di Happiness Is a Warm Gun dei Beatles.

## Il video
Il video prodotto per Last Night on Earth è stato girato a Kansas City (Missouri). Diretto da Richie Smyth, vede la partecipazione di Sophie Dahl e di William Burroughs, alla sua ultima apparizione.

## Il testo
Il testo della canzone narra di una ragazza che sta per suicidarsi.

## Formazione
- Bono - voce, chitarra
- The Edge - chitarra, sintetizzatori, cori
- Adam Clayton - basso
- Larry Mullen Jr. - batteria, percussioni

## Tracce

### Versione 1
1. Last Night on Earth (Single version) – 4:14 (testo: Bono, The Edge – musica: U2)
2. Pop Muzik (Pop Mart Mix) – 8:50 (Robin Scott)
3. Happiness Is a Warm Gun (The Gun Mix) – 4:46 (Lennon/McCartney)

### Versione 2
1. Last Night on Earth (First Night in Hell Mix) – 5:50 (testo: Bono, The Edge – musica: U2)
2. Numb (The Soul Assassins Mix) – 3:58 (The Edge)
3. Happiness Is a Warm Gun (The Danny Saber Mix) – 4:51 (Lennon/McCartney)
4. Pop Muzik – 8:50 (Robin Scott)

## Classifiche
| Classifica (1997)               | Posizione massima |
| ------------------------------- | ----------------- |
| Australia                       | 32                |
| Austria                         | 31                |
| Belgio (Fiandre)                | 29                |
| Canada                          | 18                |
| Canada (rock/alternative)       | 1                 |
| Finlandia                       | 6                 |
| Germania                        | 60                |
| Irlanda                         | 11                |
| Italia                          | 2                 |
| Norvegia                        | 20                |
| Nuova Zelanda                   | 36                |
| Paesi Bassi                     | 14                |
| Regno Unito                     | 10                |
| Stati Uniti                     | 57                |
| Stati Uniti (adult alternative) | 13                |
| Stati Uniti (alternative)       | 11                |
| Stati Uniti (dance/electronic)  | 22                |
| Stati Uniti (mainstream rock)   | 18                |
| Svezia                          | 43                |